# Баб-аль-Азізія
Баб-аль-Азізія (араб. باب العزيزية, Bāb al 'Azīzīyah), що означає «Блискучі ворота», — військові казарми і обгороджена територія навколо них, розташовані в південному передмісті Триполі (столиці Лівії). Була головною базою лідера Джамахірії полковника Муаммара Каддафі до вторгнення туди сил НВА 23 серпня 2011 року під час битви за Триполі в ході Лівійської громадянської війни 2011 року.
База площею близько 6 км² стратегічно розташована на півдні Триполі біля північного виїзду на шосе Аеропорту, дозволяючи легко дістатися до урядових будівель і споруд та забезпечуючи прямий доступ до Міжнародного аеропорту Триполі.

## Історія

### Бомбардування Лівії в 1986
Територія бази була головною метою бомбардування Лівії Сполученими Штатами 15 квітня 1986 року, санкціонованої президентом США Рональдом Рейганом, у відповідь на терористичний акт на Берлінській дискотеці (1986), у якому загинуло два американських військовослужбовці і 29-річна турецька офіціантка Нермин Ханна.
США звинуватили Уряд Лівії в організації даного теракту.
Міністерство закордонних справ Лівії назвало теракт героїчною акцією.